# هاري إي. كليبورن
هاري إي. كليبورن (بالإنجليزية: Harry E. Claiborne)‏ هو قاضي ومحامي أمريكي، ولد في 5 يوليو 1917 في ماكري في الولايات المتحدة، وتوفي في 19 يناير 2004 في لاس فيغاس في الولايات المتحدة.